# Leuctra istenicae
Leuctra istenicae är en bäcksländeart som beskrevs av Ignac Sivec 1982. Leuctra istenicae ingår i släktet Leuctra och familjen smalbäcksländor. Inga underarter finns listade i Catalogue of Life.